# Енисейский залив
Енисейский залив — эстуарий реки Енисей в Карском море, между Гыданским полуостровом и материковой Евразией. Длина до мыса Сопочная Карга около 225 км. Ширина у входа около 150 км. Глубина 6-20 м. Приливы полусуточные (высотой до 0,4 м).
В Енисейском заливе осуществляется рыболовство (нельма, омуль и др.) и охота на морских животных (тюлень, белуха).
Расположенный в заливе остров Бурный назван в честь гидрографического бота «Бурный», участвовавшего в исследовании Енисейского залива.
Расположенная в окрестностях залива река Варавикова названа в честь зимовавшего в этом районе охотника Ивана Степановича Варавикова (ок. 1900—1965), название реке присвоено в середине 1940-х годов.
Расположенные в заливе мыс Варзугина и бухта Капитана Варзугина названы по фамилии капитана дальнего плавания А. Варзугина (бухта была обследована им в 1906 году, тогда же было присвоено название бухте).
Расположенный в заливе мыс Кузнецовский назван в 1912 году по фамилии учёного-ихтиолога Иннокентия Дмитриевича Кузнецова (1865— ок. 1919).

## Мореходство
С конца XVII века русские мореплаватели называли Енисейской губой акваторию от Бреховских островов на юге до зимовья Крестовского на севере. В современных границах Енисейский залив отмечен с середины XIX века.
Зимой залив покрывается неподвижным льдом (припаем), в северной части — плавучими льдами. Освобождается ото льда на 3 летних месяца. На восточном берегу у входа в залив находится порт Диксон, близ которого на одноимённом острове находится гидрометеорологическая обсерватория. По Енисийскому заливу проходят морские пути к портам нижнего Енисея — Дудинке и Игарке.